# Dipna Lim Prasad
Dipna Lim Prasad (Singapore, 7 giugno 1991) è un'ostacolista e velocista singaporiana, detentrice del record nazionale dei 400 metri ostacoli e dei 400 metri piani.

## Biografia
Nasce a Singapore, da padre di origine indiana e madre singaporiana di etnia han. Dopo aver frequentato la Scuola Sportiva di Singapore, si trasferisce temporaneamente ad Auckland per studiare presso l'Università tecnologica della città, dalla quale ottiene un diploma in scienze motorie e sportive nel 2009. L'anno seguente diviene studentessa dell'Università tecnologica Nanyang, laureandosi in management dello sport nel 2014.
Nel 2013 ottiene la medaglia d'argento nei 400 metri ostacoli con un nuovo record nazionale di 59"96, divenendo tra l'altro la prima atleta singaporiana a scendere sotto il muro dei 60 secondi in tale specialità. Durante la medesima competizione prende parte anche alla staffetta 4×400 metri, classificandosi quarta in 3'44"80 assieme a Wendy Enn, Shanti Pereira e T. Piriyah
La stagione 2017 non inizia nel migliore dei modi: agli inizi dell'anno l'ostacolista subisce un infortunio ad una gamba che le precluderebbe, secondo un parere medico, la partecipazione ai XXIX Giochi del Sud-est asiatico. Poco più tardi è costretta a prendersi un ulteriore periodo di riposo dopo aver contratto un virus. Contro ogni pronostico, la Prasad riesce tuttavia a prendere parte alla rassegna continentale e a conquistare la medaglia d'argento nei 400 metri ostacoli con un tempo di 1'00"55, battuta solamente dalla campionessa in carica Nguyễn Thị Huyền. Due giorni dopo coglie un argento anche nei 400 metri piani con un nuovo record nazionale di 54"18, migliorando il tempo di 55"08 segnato da Chee Swee Lee ai Giochi asiatici di Teheran 1974. Il 25 agosto centra invece un quarto posto nella staffetta 4×100 metri, segnando il primato nazionale di 44"96 insieme a Wendy Enn, Shanti Pereira e Nur Izlyn Zaini.

## Record nazionali

### Seniores
- 400 metri piani: 54"18 ( Kuala Lumpur, 24 agosto 2017)
- 400 metri ostacoli: 59"24 ( Kallang, 10 giugno 2015)
- Staffetta 4×100 metri: 44"96 ( Kuala Lumpur, 25 agosto 2017) (Wendy Enn, Dipna Lim Prasad, Shanti Pereira, Nur Izlyn Zaini)

## Palmarès
| Anno | Manifestazione              | Sede         | Evento      | Risultato | Prestazione | Note                                     |
| ---- | --------------------------- | ------------ | ----------- | --------- | ----------- | ---------------------------------------- |
| 2011 | Universiade                 | Shenzhen     | 200 m piani | Batteria  | 24"97       | Miglior prestazione personale stagionale |
| 2011 | Mondiali                    | Taegu        | 100 m hs    | Batteria  | 14"40       |                                          |
| 2011 | Giochi del Sud-est asiatico | Palembang    | 100 m hs    | Batteria  | 14"44       |                                          |
| 2012 | Asiatici indoor             | Hangzhou     | 60 m hs     | Batteria  | 9"25        |                                          |
| 2012 | Mondiali indoor             | Istanbul     | 60 m hs     | Batteria  | 9"00        | Miglior prestazione personale            |
| 2012 | Giochi olimpici             | Londra       | 100 m hs    | Batteria  | 14"68       | Miglior prestazione personale stagionale |
| 2013 | Giochi del Sud-est asiatico | Naypyidaw    | 400 m hs    | Bronzo    | 59"96       | Miglior prestazione personale stagionale |
| 2013 | Giochi del Sud-est asiatico | Naypyidaw    | 4×400 m     | 4ª        | 3'44"80     |                                          |
| 2014 | Giochi asiatici             | Incheon      | 4×400 m     | 8ª        | 3'49"97     |                                          |
| 2015 | Giochi del Sud-est asiatico | Singapore    | 400 m hs    | Argento   | 59"24       | Record nazionale                         |
| 2017 | Giochi del Sud-est asiatico | Kuala Lumpur | 400 m piani | Argento   | 54"18       | Record nazionale                         |
| 2017 | Giochi del Sud-est asiatico | Kuala Lumpur | 400 m hs    | Argento   | 1'00"55     | Miglior prestazione personale stagionale |
| 2017 | Giochi del Sud-est asiatico | Kuala Lumpur | 4×100 m     | 4ª        | 44"96       | Record nazionale                         |
| 2018 | Giochi asiatici             | Giacarta     | 400 m hs    | 7ª        | 59"68       |                                          |